# Hippolyte Worms
Pour les articles homonymes, voir Hippolyte et Worms.
 (décembre 2014).
Hippolyte Worms (26 mai 1889 à Paris - 28 janvier 1962 à Paris) est un homme d'affaires français qui a hérité d'une participation dans Worms et Cie, une entreprise réputée pour son activité dans le commerce du charbon et les transports maritimes. Il élargit la société pour y inclure la construction navale et une banque d'affaires et fonde la banque Worms.

## Biographie
Hippolyte Worms, né en 1889 d'une mère catholique et d'un père juif, est le petit-fils du fondateur de la société Worms, spécialisée dans le fret maritime, la logistique et le commerce de gros. Son grand-père, également prénommé Hippolyte (1801-1877) est issu d'une famille de commerçants juifs de Sarrelouis. En 1928, il fonde la division des services bancaires de la société Worms, qui deviendront la banque Worms.
Hippolyte Worms développe le groupe Worms dans les activités de construction navale dès 1916, ainsi que dans les activités financières et d'investissement.
Il fonde les Ateliers et chantiers de la Seine-Maritime en 1916-1917. Il préside la Nouvelle compagnie havraise péninsulaire ('NCHP') et la Société française de transports pétroliers ('SFTP').
Il joue un rôle majeur dans le paysage industriel français des années 1930.
En 1939, il est désigné par le gouvernement français comme chef de la délégation française au comité exécutif franco-anglais des transports maritimes à Londres.
Il négocie et signe pour le compte du gouvernement français des accords qui, à la suite de la conclusion de l'armistice, donnent à la France des moyens de transférer à ses alliés l'ensemble des navires qu'elle a affrétés.
Malgré ses origines, il est accusé de collaboration. Pendant l'Occupation, la banque Worms, sous la direction de Gabriel Le Roy Ladurie, maintient ses activités avec une filiale en Angleterre et une autre en France, où les magasins du groupe sont « aryanisés ». Plusieurs filiales continuent à commercer avec l'Allemagne, le groupe Worms ayant pris l'habitude de ne pas mettre « tous ses œufs dans le même panier ». Les avoirs de la banque, toutefois dénoncée comme juive, se seraient multipliés par trois entre 1938 et 1944.
Arrêté en 1944, Hippolyte Worms séjourne quelques mois à Fresnes. Son dossier est classé sans suite.
En 1945, il est le signataire d'un contrat de construction avec les chantiers navals d'Odense, qui a mis à la disposition du gouvernement français le tiers de la production de ces chantiers pendant sept années, contribuant ainsi à la reconstruction de la flotte marchande française.
Dans l'après-guerre, Hippolyte Worms oriente le groupe vers le secteur de l'assurance, devenant majoritaire dans deux sociétés bien établies La Préservatrice et La Foncière, dont les réseaux formeront la base pour la fondation ultérieure d'Athéna Assurances (aujourd'hui AGF), créée en 1989.

## Distinctions
- Commandeur de la Légion d'honneur
- Commandeur de l'ordre du Dannebrog